# Будеї
Буде́ї — село Кодимської міської громади у Подільському районі Одеської області, Україна.

## Географія
Село розкинулось на відрогах Подільської височини по обидва боки невеликої річки Кодими на крутих горбах з ярами та балками, за 14 км від колишнього районного центру міста Кодима, а від залізничної станції Абамеликове — за 7 км. Обабіч села (за 2 км) проходить шосейна дорога.
Клімат даної місцевості теплий, річних опадів випадає близько 450 мм. Опади випадають нерівномірно, більше — літом у вигляді злив. Осінній клімат сприяє повному дозріванню всіх сільгоспкультур. Ґрунти в більшості чорноземи, а на крутих схилах горбів — супіщані.
Площа населеного пункту становить — 7566 га.
Кількість населення в селі в наш час[коли?] становить 1200 чоловік.
Село потопає в зелені навколишніх лісів, кожне урочище має свою назву «Чабанка», «Циганка», «Крива», «Олексюкова», «Пожарня», «Спорне». — всього 3354 га землі.

## Історія
7 (20) листопада 1917 року, відповідно до Третього Універсалу Української Центральної Ради, увійшло до складу Української Народної Республіки.
Під час організованого радянською владою Голодомору 1932—1933 років померло щонайменше 28 жителів села.
Колишній орган місцевого самоврядування — Будеївська сільська рада.
12 червня 2020 року, відповідно до Розпорядження Кабінету Міністрів України від № 724-р «Про визначення адміністративних центрів та затвердження територій територіальних громад Одеської області», увійшло до складу Кодимської міської територіальної громади.
19 липня 2020 року, в результаті адміністративно-територіальної реформи і ліквідації Кодимського району, село увійшло до складу новоутвореного Подільського району.
У селі зберігся старий вітровий млин, один з чотирьох в Одеській області.

## Населення
Згідно з переписом УРСР 1989 року чисельність наявного населення села становила 1634 особи, з яких 697 чоловіків та 937 жінок.
За переписом населення України 2001 року в селі мешкала 1331 особа.

### Мова
Розподіл населення за рідною мовою за даними перепису 2001 року:
| Мова            | Кількість | Відсоток |
| --------------- | --------- | -------- |
| українська      | 1292      | 96.85%   |
| російська       | 32        | 2.40%    |
| румунська       | 7         | 0.52%    |
| білоруська      | 1         | 0.08%    |
| інші/не вказали | 2         | 0.15%    |
| Усього          | 1334      | 100%     |

## Відомі люди
Тут народились:
- відомий живописець, академік Євген Іванович Столиця;
- Бутук Наталія Григорівна — українська поетеса;
- народився і працював видатний механізатор — Герой Соціалістичної Праці — Кушнір Іван Васильович.